# Wyatt Matthew Halliwell
Wyatt Matthew Halliwell là một nhân vật hư cấu trong sê-ri phim "Phép thuật" trên đài WB. "Phép thuật" là một sê-ri phim kể về ba chị em phù thủy, những người được tiên đoán là "Bộ ba phép thuật" để chống lại những quyền lực xấu xa. Trong một số cảnh quay, vai diễn cậu bé Wyatt được giao cho hai anh em song sinh Jason và Kristopher Simmons từ phần 5 trở đi. Trong những cảnh đi đến tương lai, vai diễn Wyatt lúc lớn được giao cho nam diễn viên Wes Ramsey ở 4 tập.
Theo nội dung của bộ phim thì Wyatt là con trai của một phù thủy trong "Bộ ba phép thuật" là Piper Halliwell (Holly Marie Combs) và chồng là  Leo Wyatt (Brian Krause), một thiên thần bảo hộ cho các phù thủy tốt. Wyatt mang trong mình hai dòng máu phù thủy-thiên thần, do đó, Wyatt có một năng lực siêu phàm. Anh là con trai đầu của một phù thủy trong "Bộ ba phép thuật", được sinh ra trong một trường hợp được tiên đoán là hết sức đặc biệt, và thừa kế những năng lực siêu nhiên của một thiên thần bảo hộ. Wyatt được cho là một trong những phù thủy quyền năng nhất trên Trái Đất. Câu chuyện về Wyatt chủ yếu tập trung về việc ngăn chặn anh sử dụng sức mạnh của mình để làm những điều xấu ở tương lai, và ở hiện tại, khi Wyatt sử dụng vô ý sức mạnh của mình vào những trò tinh nghịch gây nên những hậu quả nghiêm trọng đến cho mẹ và các dì của mình.

## Xuất hiện

### Truyền hình
Mặc dù Wyatt chỉ xuất hiện giữa phần 5 nhưng sự xuất hiện của nhân vật này đã được dự đoán trước. Khi Piper đến tương lai ở phần 2 của sê-ri tập "Morality Bites" (1999), Piper đã khám phá ra rằng cô và thiên thần bảo hộ của mình, cũng là chồng tương lai của cô Leo Wyatt sẽ có một đứa con gái là Melinda Wyatt (được đặt theo tên của cụ tổ là Melinda Warren). Mặc dù Piper lo ngại trong tập "Bite Me" rằng các chấn thương trong quá trinh chiến đấu sẽ kéo dài nhiều năm và có thể cô sẽ không bao giờ có con, thì trong phần cuối "Witch Way Now?", thiên thần định mệnh báo tin rằng cô đã có thai. Trong phần 5 "A Witch's Tail", khi Piper gần như bị chết đuối thì mẹ của cô, Patty Halliwell đã hiện ra và khuyên cô hãy có lòng tin; khi Piper được cứu lên bờ, cô nhận ra sức mạnh chữa lành vết thương của đứa bé trong bụng, và từ tập "Sam, I Am" trờ về sau, sức mạnh đó đã bảo vệ cho Piper. Trong tập "The Day That Magic Died" (2003), tất cả phép thuật của các phù thủy đều biến mất khi Wyatt chào đời, điều đã được dự đoán trước khi một đứa trẻ mang hai dòng máu được sinh ra. Những sinh vật thần thoại như kì lân và ngỗng vàng đều đến chúc mừng cho sự ra đời của đứa bé. Ở cuối tập phim, khi con của Piper đã được sinh ra thì phép thuật mới được hồi phục trở lại. Tuy nhiên, mọi người đều ngạc nhiên khi đó là một đứa bé trai.
Ở tập "Baby's First Demon", những thế lực bóng tối đã định bắt cóc đứa bé mới sinh của Piper. Piper và em gái cùng cha khác mẹ Paige Matthews đã phải dấn thân tấn công vào sào huyệt của bọn quỷ để giành lại Wyatt. Sau khi chạm vào Wyatt và thấy được tương lai, con quỷ tiên tri là The Seer đã nói rằng năng lực của đứa trẻ đó là vô hạn. Trong tập này, Piper quyết định đặt tên cho đứa bé là Wyatt Matthew Halliwell để cảm ơn Leo và Paige những người đã liều chết để bảo vệ cho đứa bé. Trong vài tập sau, nhà tiên tri đã bằng mọi cách bắt cóc Wyatt và sử dụng sức mạnh của đứa bé để tăng khả năng nhìn thấy tương lai của mình, trước khi chị em nhà Halliwell tiêu diệt bà. Bà cố của Wyatt là Penny Halliwell, người được triệu tập từ cõi vĩnh hằng trở về để chuẩn bị cho lễ Wicca của Wyatt, ban đầu đã từ chối việc ban phước lành cho Wyatt bởi vì Wyatt là bé trai và bà cảm thấy rằng đàn ông không đủ tin tưởng để được sử dụng phép thuật, mặc dù sau đó bà đã niềm nở hơn với Wyatt. Ở phần cuối "Oh My Goddesses", một thiên thần bảo hộ từ tương lai tự nhận mình là Chris Halliwell đã đến và yêu cầu sự giúp đỡ từ "Bộ ba phép thuật" để chống lại các Titan; lúc đó, khi để Wyatt lại một mình, Chris hình thành một màng bảo vệ đứa bé để Wyatt sẽ học cách tin tưởng Chris. 
Ở phần 6, Wyatt đã bị xóa bỏ khỏi ký ức của mọi người bởi những "Người xóa ký ức" khi Wyatt thể hiện sức mạnh của mình trong trò ảo thuật với con rồng to lớn, cho đến khi Piper thuyết phục những "Người xóa ký ức" rằng cô có thể quản lý Wyatt trong tập "Forget Me... Not". Trong tập "Sword and the City", Wyatt được tiết lộ là người thừa kế thanh gươm truyền thuyết Excalibur của Vua Arthur. "Chris" cũng đã bày tỏ sự oán hận đối với Wyatt khi Chris bị gửi đến tương lai bởi người yêu Bianca của mình, Wyatt đã tiết lộ rằng anh chính là anh trai của Chris, và là người thống trị thế gian chỉ là một thông tin sai lệch; mặc dù Chris chứng tỏ rằng Wyatt đã trở nên xấu xa, và Chris đã nói với chị em nhà Halliwell rằng mình chính là con trai của Piper, điều mà Phoebe đã biết thông qua linh cảm trong tập "The Lengend Of Sleepy Halliwell". Biết được tương lai xấu xa, Thiên thần bảo hộ tối cao Gideon thề rằng sẽ giết chết Wyatt để cứu lấy tương lai khỏi bị diệt vong trước khi Wyatt trở nên xấu xa. Ở phần cuối "It's A Bad, Bad, Bad, Bad World", Gideon đã nhìn thấu sức mạnh của Wyatt. Gideon đã tuyển Barbas, con quỷ của nỗi sợ hãi để thấy rõ sự sợ hãi của Leo về một Wyatt xấu xa; Leo đã quẫn trí đánh nhau với Wyatt trong khi Gideon giết chết Chris. Leo bị ép buộc phải giết Gideon khi Wyatt nhìn thấy, Piper đang chuẩn bị sinh Chris ở bệnh viện. Ở những tập sau, vì quá đau khổ sau cái chết của Chris, Leo đã đi khắp nơi truy tìm Barbas và đã vô tình giết chết một "Elder".
Ở phần 7, Wyatt học được cách chữa lành vết thương để cứu Piper trong tập "The Seven Year Witch". Tập "Imaginary Fiends" đưa lại câu hỏi của Wyatt về nhân cách tương lai. Piper được gọi đến trường mẫu giáo của Wyatt khi cậu bé bắt đầu nói chuyện một mình; thực tế, Wyatt đang nói chuyện với con quỷ Vicus, một con quỷ tàng hình và có âm mưu biến Wyatt thành ác quỷ. Piper đã đọc thần chú nhờ đó, cô có thể hiểu Wyatt nhiều hơn do cậu bé bị ảnh hưởng bởi sự xuất hiện của Wyatt tương lai. Wyatt tương lai đã giết chết tay sai của Vicus bằng thần chú gây nổ. Sau khi Vicus nguyền rủa lên gấu bông của Wyatt, Wyatt tương lai đã biến đổi về hình dạng, trở thành Wyatt xấu xa của thế giới tồn tại song song với Trái Đất. Wyatt tương lai tìm kiếm và bắt cóc Wyatt hiện tại tới tương lai để gia đình không thể thay đổi thời đại của cậu, do đó, chị em nhà Halliwell phải lập một cái bẫy dành cho Wyatt với Leo là con mồi; Leo có thể thuyết phục Wyatt hiện tại từ bỏ con gấu bông bị nguyền rủa, thiết lập lại trật tự thế giới. Ở tập cuối "Something Wicca This Way Gone?", chị em nhà Halliwell đã nhờ cha của mình là Victor Halliwell chăm sóc Wyatt và Chris trước khi chúng giả vờ chết để hạ con quỷ Zankou.
Nhờ phép thuật cải trang của những người chị họ, gia đình "Bennett", Bộ ba phép thuật và Leo đã giành lại được Wyatt vá Chris ở phần 8 "Still Charmed and Kicking", trước khi giành lại nhân dạng của một phù thủy trong tập "Rewitched". Ở tập "Gone with the Witches", một con quỷ đã nói với những phù thủy trẻ Billie và Christy Jenkins rằng sự ích kỷ và tham lam của "Bộ ba phép thuật" sẽ dẫn đến tương lai tăm tối nơi Wyatt là ác quỷ; để bảo vệ tuowng lai khỏi Wyatt, họ phải giết "Bộ ba phép thuật". Ở tập "Kill Billie phần 2", những người chị gái của Jenkins đã đánh cắp năng lực của Wyatt để tập hợp "Hollow and dash", một phép thuật đen tối nhằm thu hút sức mạnh thêm cho họ, và Bộ ba phép thuật cũng sử dụng năng lực tương tự để tăng thêm sức mạnh. Trong phần cuối của sê-ri tập "Forever Charmed", Wyatt tương lai và Chris đã đến từ tương lai khi họ nhận thấy rằng thế giới của họ bị thay đổi và Wyatt mất hết sức mạnh. Họ cũng nhận rằng dì của họ là Phoebe và Coop (Victor Webster) yêu nhau thật lòng và sẽ có con với nhau. Wyatt và Chris tưởng tượng một tương lai tươi sáng: "Bộ ba phép thuật" sẽ sống thật hạnh phúc, hoặc Wyatt, hoặc Chris, hoặc cả hai sẽ đều trở thành bố sau khi cuộc chiến kết thúc.

### Văn học
Wyatt được chọn để xuất hiện trong truyện tranh "Phép thuật" xuất bản bởi công ty giải trí Zenescope. Số đầu tiên (được góp nhặt trong "Phép thuật phần 9, tập 1) sẽ ra mắt vào tháng bảy, 2010. Bốn trang đầu tiên của ấn phẩm có hình của Wyatt và Chris.

## Năng lực và khả năng
Wyatt là nam phù thủy đầu tiên trong gia đình, mang trong mình hai dòng máu của Phù Thủy và Thiên Thần. Anh được tiên đoán là một trong những người quyền năng nhất bước đi trên Trái Đất.
Wyatt đã có thể sử dụng phép thuật ngay từ khi trong bụng mẹ, chữa thương (Healing) cho mẹ của mình, tạo ra lá chắn bảo vệ (Force Field) mẹ mình khi bị tấn công, làm cho Piper trở nên bất bại trong một thời gian.
Wyatt có sức mạnh di chuyển và dịch chuyển đồ vật (Telekinetic Orbing) như dì Paige. Và khả năng di chuyển đồ vật bằng ý nghĩ (Telekinesis) như bác Prue của mình. Anh cũng có thể dịch chuyển tức thời (Orbing) như các thiên thần hộ mệnh khác, tạo ra ánh sáng (Photokinesis), cảm nhận vị trí những người mà anh muốn biết (Sensing), cùng với nhiều quyền lực khác mà ác quỷ luôn thèm muốn.
Wyatt Halliwell có một khả năng rất hiếm và mạnh mẽ là thao tác thực tế, anh đã sở hữu sức mạnh này kể từ trước khi được sinh ra và quyền lực của mình là lớn hơn nhiều so với của Billie - người cũng có năng lực này. Anh đã thay đổi quyền hạn của mẹ và biến nó thành pháo hoa và hoa. Khi Piper và Leo bắt đầu hiểu lầm nhau, Wyatt chuyển quyền hạn của mình để làm cho họ hiểu gánh nặng cho nhau. Sau khi chào đời, Wyatt sử dụng quyền lực này khi anh muốn được mọi người chú ý bằng rung các chuông báo động về cuộc tấn công. Anh cũng đã sử dụng nó để biến ra một con rồng từ một chương trình truyền hình, đốt cháy hai con quỷ, tạo ra một bản sao ác quỷ của Leo, thu nhỏ cha mẹ và bẫy họ trong căn nhà búp bê để giữ an toàn, và làm đồ chơi của mình thành người,...
Anh cũng là người được quyền sở hữu thanh gươm Excalibur, thanh gươm huyền thoại dành cho các vị vua.

## Đồng thời xem
- Wyatt at the Charmed Wiki

## Các liên kết bên ngoài
- Wyatt Halliwell at the Internet Movie Database Lưu trữ ngày 18 tháng 10 năm 2012 tại Wayback Machine